# Erwin Straus (Komponist)
Erwin Straus (* 5. April 1910 in Wien; † 28. Dezember 1966 in München) war ein österreichischer Komponist.

## Leben
Erwin Straus, Sohn des Komponisten Oscar Straus und der Sängerin Clara Singer, war Konzertpianist und Komponist in Wien, später in Monaco. Die Texte zu seinen Operetten schrieb häufig sein Halbbruder Leo Straus (1897–1944), der 1942 mit seiner Frau nach Theresienstadt deportiert und 1944 im KZ Auschwitz ermordet wurde.
Gelegentlich komponierte Straus auch Schlager und arbeitete für das Kino; so schrieb er 1931 die Musik für den Film Die nackte Wahrheit von Karl Anton.

## Werke
- 1930: Denk an mich … Spieloperette in 3 Akten. Libretto von Felix Basch.
- 1931: Bobby weint, Bobby lacht (Ein Spiel um Chaplin). Groteske in 11 Bildern. Libretto von Norbert Garai und Richard Arvay. (UA: 16. Januar  1931)
- 1931: Ein entzückender Mensch. Musikalisches Lustspiel in 3 Akten. Original (Un homme exquis) von Jean de Létraz, übersetzt von Berth Ebelsbacher, Gesangstexte von Leo und Erwin Straus.
- 1932: Professor Unrat. Komödie in zehn Bildern. Libretto von Dr. jur. Erich Ebermayer (nach dem gleichnamigen Roman von Heinrich Mann). (UA: 24. September 1932)
- 1932: Der tanzende Shylock. Revue um jeden Preis in 2 Teilen. Libretto von Leo Straus, nach einer Skizze von Géza Herczeg.
- 1935: Drei Husaren. Operette in 3 Akten. Libretto von Peter Herz, Julius Wilhelm und Paul Frank.